# Lyprotemyia mutica
Lyprotemyia mutica är en tvåvingeart som beskrevs av James 1980. Lyprotemyia mutica ingår i släktet Lyprotemyia och familjen vapenflugor.
Artens utbredningsområde är Costa Rica. Inga underarter finns listade i Catalogue of Life.